# Stor-Krampen
Stor-Krampen är en sjö i Skinnskattebergs kommun i Västmanland och ingår i Norrströms huvudavrinningsområde. Sjön är 7,9 meter djup, har en yta på 0,444 kvadratkilometer och befinner sig 109 meter över havet. Sjön avvattnas av vattendraget Ässingån (Finnåkersån).

## Delavrinningsområde
Stor-Krampen ingår i det delavrinningsområde (661946-148673) som SMHI kallar för Inloppet i Iresjön. Medelhöjden är 109 meter över havet och ytan är 24,62 kvadratkilometer. Det finns inga avrinningsområden uppströms utan avrinningsområdet är högsta punkten. Ässingån (Finnåkersån) som avvattnar avrinningsområdet har biflödesordning 3, vilket innebär att vattnet flödar genom totalt 3 vattendrag innan det når havet efter 200 kilometer. Avrinningsområdet består mestadels av skog (79 procent) och sankmarker (10 procent). Avrinningsområdet har 0,84 kvadratkilometer vattenytor vilket ger det en sjöprocent på 3,4 procent.